# Courtieux
Courtieux est une commune française située dans le département de l'Oise en région Hauts-de-France.
Ses habitants sont appelés les Cortiliens.

## Géographie

### Description
Courtieux est un village périurbain picard de la vallée de l'Aisne dans l'Oise, limitrophe de celui de l'Aisne, situé à une vingtaine de kilomètres à l'est de Compiègne et à la même distance à l'ouest de Soissons ou au sud de Noyon.
Il est desservi par la route nationale 31.

### Communes limitrophes
|        | Bitry         |                         |
| Jaulzy | Courtieux     | Montigny-Lengrain Aisne |
|        | Hautefontaine |                         |

### Hydrographie
La commune est située dans le bassin Seine-Normandie. Elle est drainée par l'Aisne, le fossé de Bourbout et le ru de Bourbout,,.
| (texte à fusionner) L'Aisne, affluent de l'Oise et sous-affluent de la Seine, constitue avec ses étangs la limite nord du territoire communal. La commune est également drainée par un ruisseau et par le Ru de Bourbout, qui constitue au vallon de Banru la limite est du territoire communal, ainsi d'ailleurs que la limite entre l'Oise et l'Aisne. |

L'Aisne est un  cours d'eau naturel navigable de 256 km de longueur, traversant les cinq départements Meuse, Marne, Ardennes, Aisne, Oise. Elle est un affluent en rive gauche de l'Oise, ce qui fait d'elle un sous-affluent de la Seine.

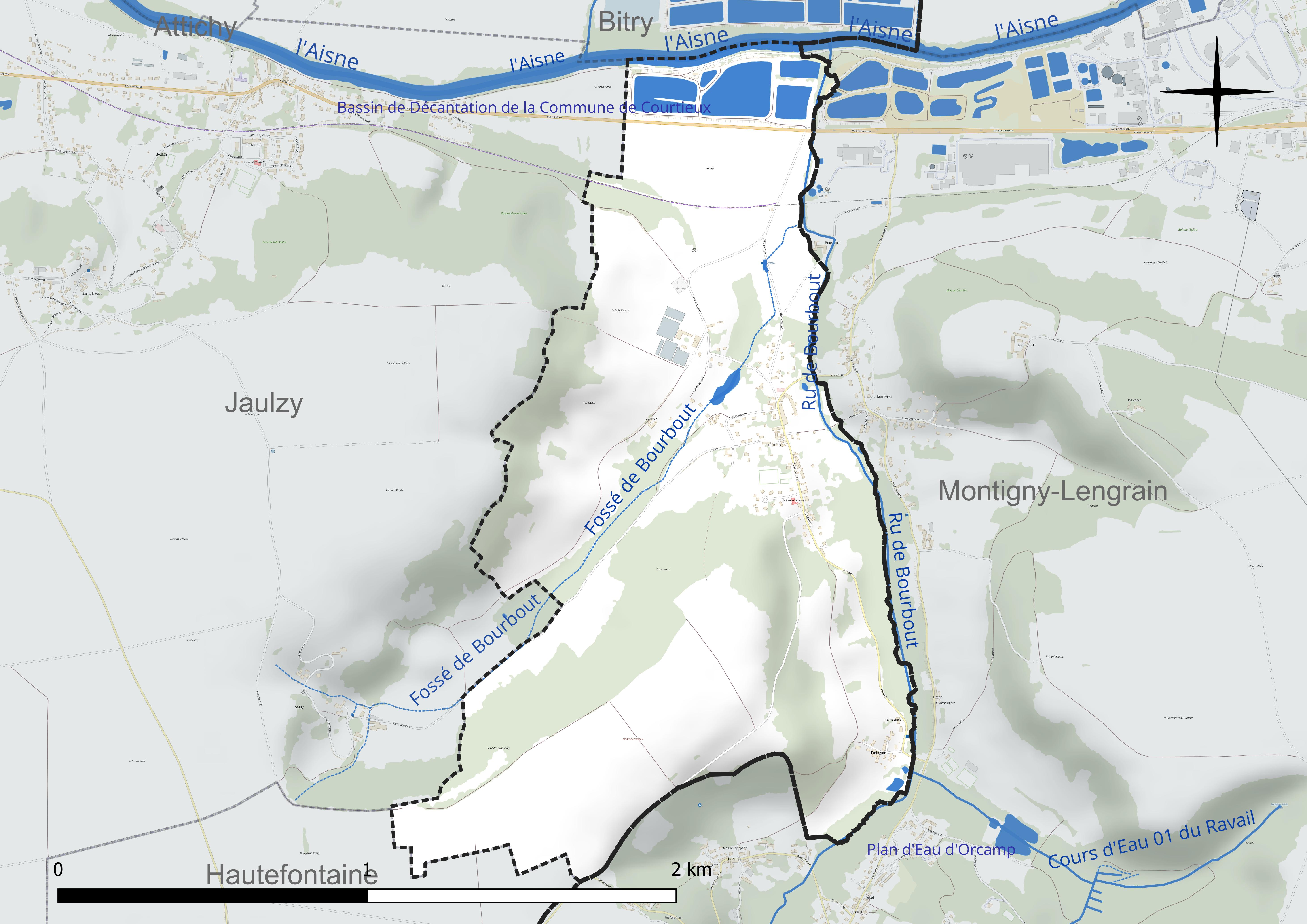
Réseau hydrographique de Courtieux.

Un plan d'eau complète le réseau hydrographique : le bassin de décantation de la commune de Courtieux (2,1 ha),.

### Climat
Pour des articles plus généraux, voir Climat des Hauts-de-France et Climat de l'Oise.
En 2010, le climat de la commune est de type climat océanique dégradé des plaines du Centre et du Nord, selon une étude du CNRS s'appuyant sur une série de données couvrant la période 1971-2000. En 2020, Météo-France publie une typologie des climats de la France métropolitaine dans laquelle la commune est exposée à un climat océanique altéré et est dans la région climatique Nord-est du bassin Parisien, caractérisée par un ensoleillement médiocre, une pluviométrie moyenne régulièrement répartie au cours de l'année et un hiver froid (3 °C).
Pour la période 1971-2000, la température annuelle moyenne est de 10,7 °C, avec une amplitude thermique annuelle de 15,4 °C. Le cumul annuel moyen de précipitations est de 720 mm, avec 11,4 jours de précipitations en janvier et 8,7 jours en juillet. Pour la période 1991-2020, la température moyenne annuelle observée sur la station météorologique la plus proche, située sur la commune de Margny-lès-Compiègne à 20 km à vol d'oiseau, est de 11,2 °C et le cumul annuel moyen de précipitations est de 633,5 mm,. Pour l'avenir, les paramètres climatiques de la commune estimés pour 2050 selon différents scénarios d'émission de gaz à effet de serre sont consultables sur un site dédié publié par Météo-France en novembre 2022.

## Urbanisme

### Typologie
Au 1er janvier 2024, Courtieux est catégorisée commune rurale à habitat dispersé, selon la nouvelle grille communale de densité à sept niveaux définie par l'Insee en 2022.
Elle est située hors unité urbaine et hors attraction des villes,.

### Occupation des sols
L'occupation des sols de la commune, telle qu'elle ressort de la base de données européenne d'occupation biophysique des sols Corine Land Cover (CLC), est marquée par l'importance des territoires agricoles (56,2 % en 2018), en augmentation par rapport à 1990 (52,6 %). La répartition détaillée en 2018 est la suivante : 
terres arables (51,4 %), forêts (29,9 %), zones urbanisées (13,3 %), zones agricoles hétérogènes (4,8 %), eaux continentales (0,5 %), zones industrielles ou commerciales et réseaux de communication (0,1 %). L'évolution de l'occupation des sols de la commune et de ses infrastructures peut être observée sur les différentes représentations cartographiques du territoire : la carte de Cassini (XVIIIe siècle), la carte d'état-major (1820-1866) et les cartes ou photos aériennes de l'IGN pour la période actuelle (1950 à aujourd'hui).

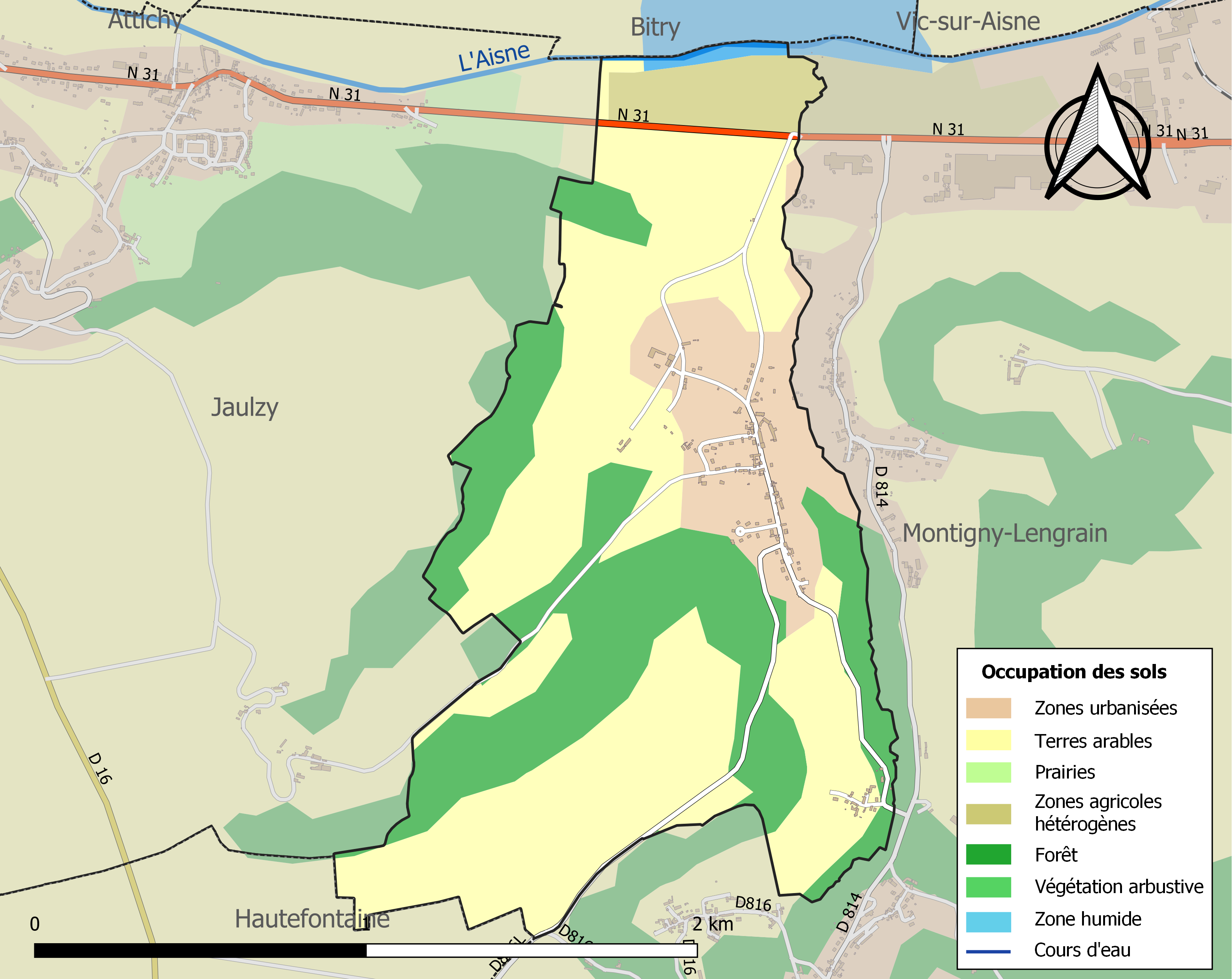
Carte des infrastructures et de l'occupation des sols de la commune en 2018 (CLC).

### Habitat et logement
En 2018, le nombre total de logements dans la commune était de 83, alors qu'il était de 81 en 2013 et de 80 en 2008.
Parmi ces logements, 92,8 % étaient des résidences principales, 3,6 % des résidences secondaires et 3,6 % des logements vacants. Ces logements étaient pour 100 % d'entre eux des maisons individuelles et pour 0 % des appartements.
Le tableau ci-dessous présente la typologie des logements à Courtieux en 2018 en comparaison avec celle de l'Oise et de la France entière. Une caractéristique marquante du parc de logements est ainsi une proportion de résidences secondaires et logements occasionnels (3,6 %) supérieure à celle du département (2,5 %) et à celle de la France entière (9,7 %). Concernant le statut d'occupation de ces logements, 92,2 % des habitants de la commune sont propriétaires de leur logement (93,1 % en 2013), contre 61,4 % pour l'Oise et 57,5 pour la France entière.
| Typologie                                               | Courtieux | Oise | France entière |
| ------------------------------------------------------- | --------- | ---- | -------------- |
| Résidences principales (en %)                           | 92,8      | 90,4 | 82,1           |
| Résidences secondaires et logements occasionnels (en %) | 3,6       | 2,5  | 9,7            |
| Logements vacants (en %)                                | 3,6       | 7,1  | 8,2            |

### Voies de communication et transports
La commune était traversée par la ligne de Rochy-Condé à Soissons.
La commune est desservie, en 2023, par les lignes 650, 651 et 6302 du réseau interurbain de l'Oise.

## Toponymie
Le nom de la localité est attesté sous les formes Curteium (893) ; Drocone de Cortiex (1192) ; oudart del courtiuz (vers 1220) ; Curtiacum (1230) ; de Cortiex (1256) ; Courtiex (1256) ; Galcherus de Courtiex (1257) ; Cortius (1256) ; Courtius (1266) ; Petro des gardins de Courtix (1313) ; Egidio de Courtix (1313) ; la ville de courtieux (1376) ; Courtilx (1376) ; Courtieux (1362) ; Courthieux (1550) ; Courtieulx (vers 1591) ; Courtieux (1840).
Le toponyme correspond à l'ancien français courtil « petit jardin près de la maison », du bas latin Cortis, contraction de cohors, -ortis, qui signifiait à l'origine « enclos, cour de ferme », avant de désigner l'exploitation rurale dans son ensemble. Au Moyen Âge, on dénommait curtis un domaine agricole, mais aussi le lieu de résidence de celui qui le dirigeait. Le mot a donc fini par désigner un village.

## Histoire
En 1407, Bosquiaux, capitaine de Pierrefonds, enleva aux Bourguignons la tour de Courtieux, qui protégeait le comté de Valois. Le duc de Luxembourg la reprit après la reddition du château de Pierrefonds ; mais il la restitua au duc d'Orléans, en 1413, lors de la paix d'Auxerre. Cette forteresse fut démolie vers le XVe siècle et quelques vestiges de l'ancien château-fort   subsistaient alors et étaient intégrés dans une ferme.
Emile Coët indiquait que Courtieux aurait été autrefois un hameau dépendant de Montigny-Lengrain. Sous l'Ancien Régime, Courtieux relevait de la châtellenie de Pierrefonds, et les habitants devaient, par ménage, un pain au batelier qui faisait traverser l'Aisne pour rejoindre Vic-sur-Aisne.
La commune, instituée par la Révolution française est fugacement réunie de 1827 à 1832 à celle de Jaulzy.

Courtieux au tout début du XXe siècle
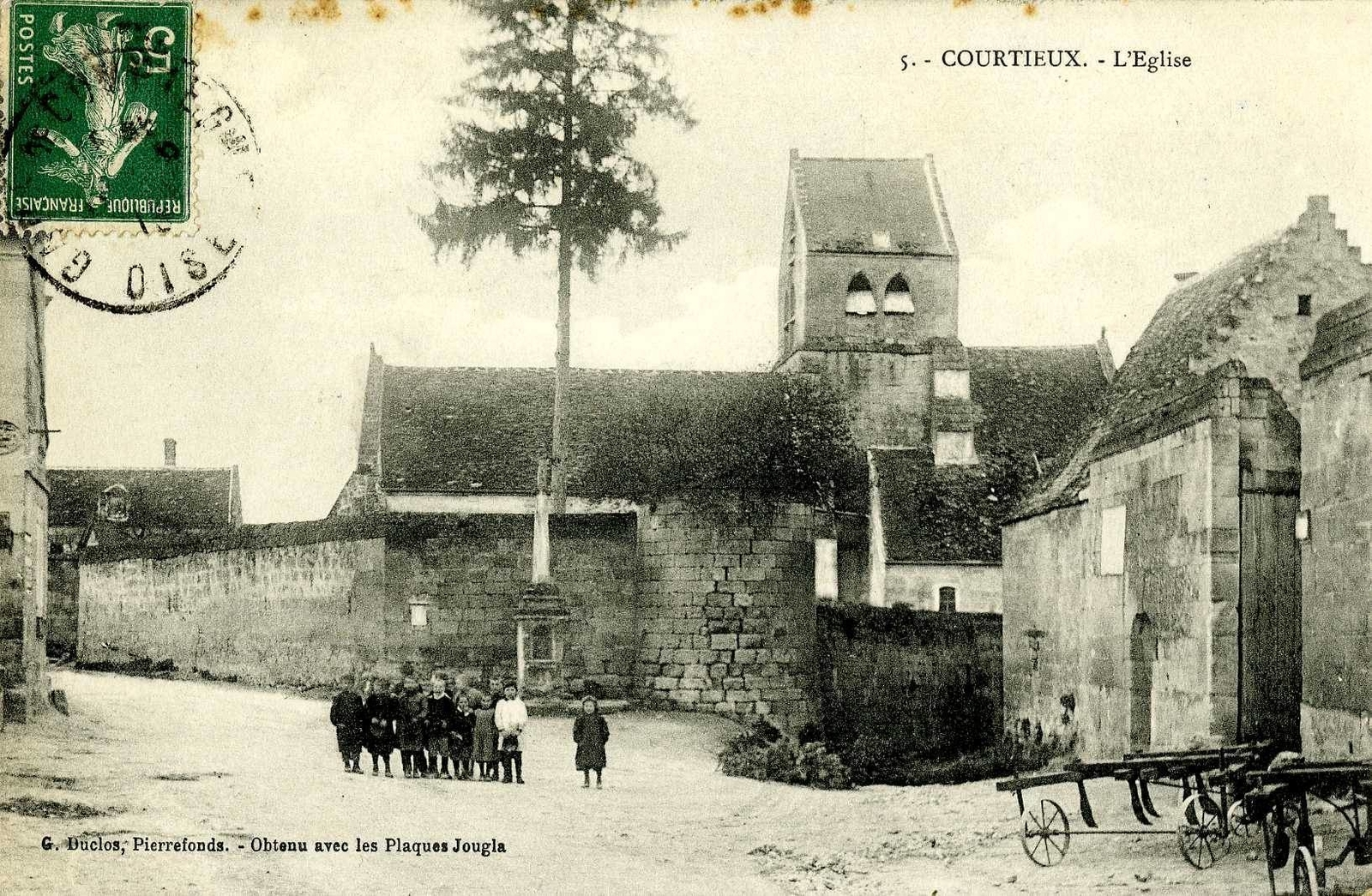
L'église
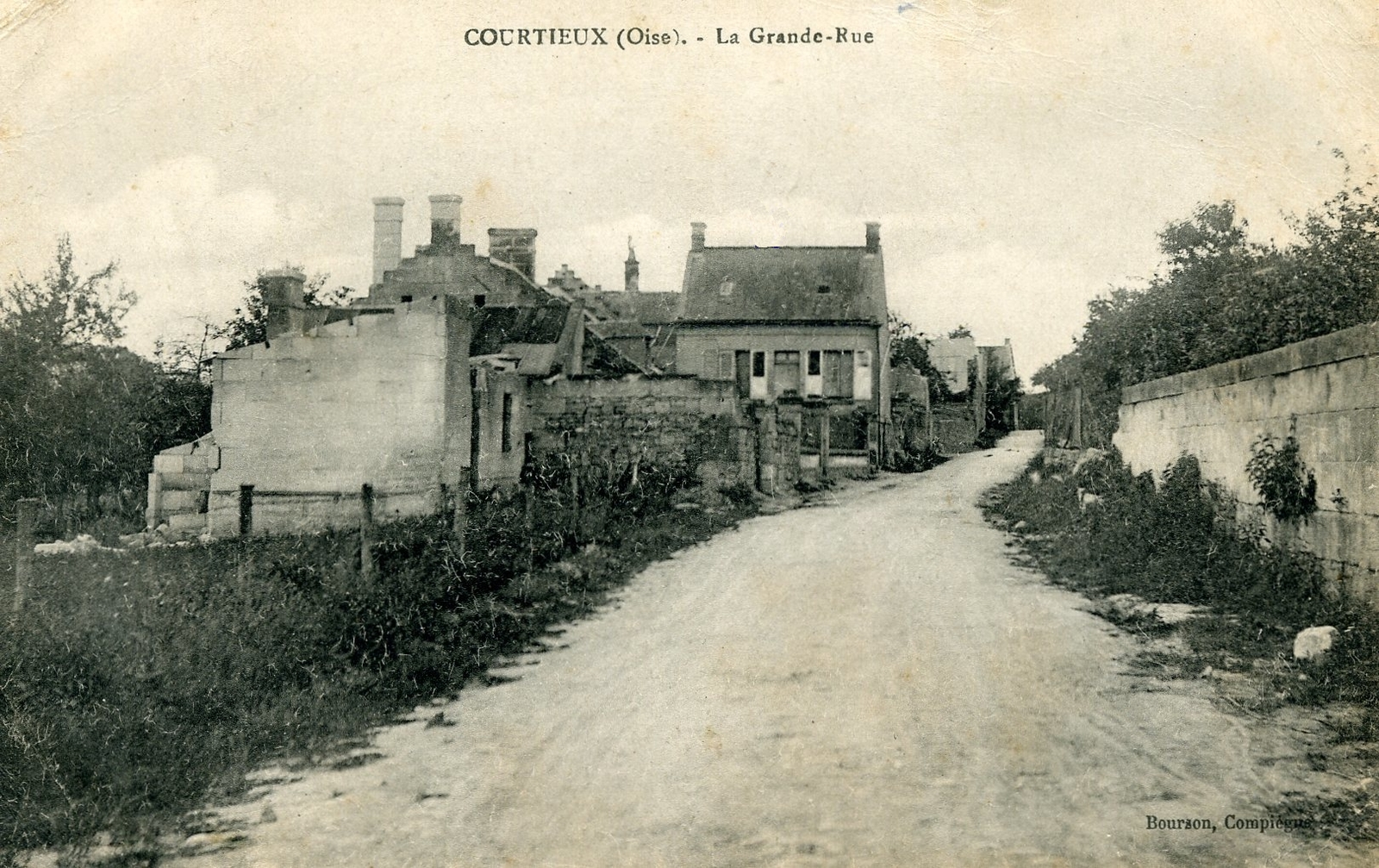
La Grande-Rue
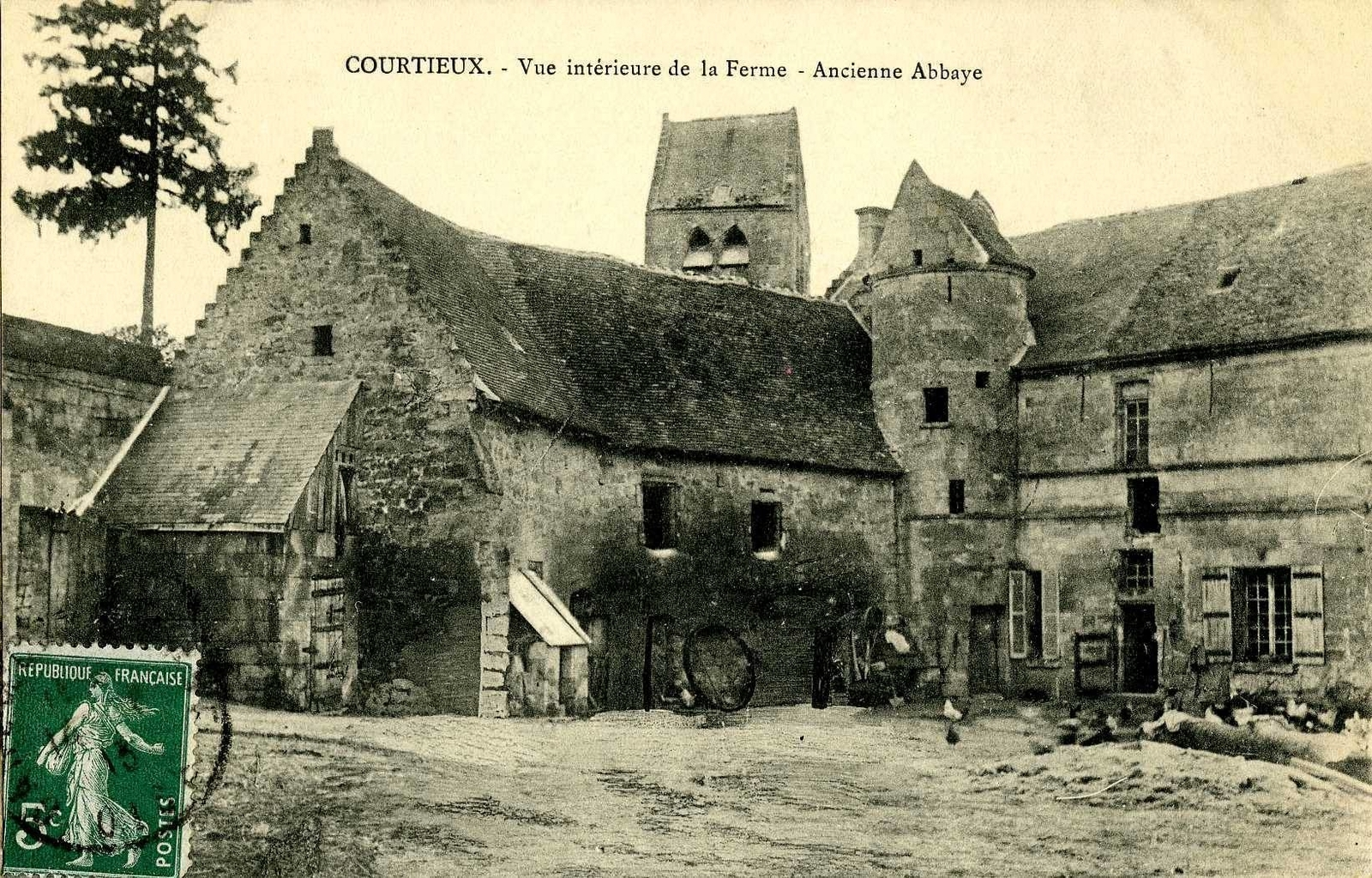
Vue intérieure de la Ferme - Ancienne Abbaye

Le village est considéré comme détruit à la fin de la Première Guerre mondiale et a  été décoré de la Croix de guerre 1914-1918, le 21 février 1921.

## Politique et administration

### Rattachements administratifs et électoraux

#### Rattachements administratifs
La commune se trouve dans l'arrondissement de Compiègne du département de l'Oise.
Elle faisait partie depuis 1801 du canton d'Attichy. Dans le cadre du redécoupage cantonal de 2014 en France, cette circonscription administrative territoriale a disparu, et le canton n'est plus qu'une circonscription électorale.

#### Rattachements électoraux
Pour les élections départementales, la commune fait partie depuis 2014 du canton de Compiègne-1
Pour l'élection des députés, elle fait partie de la cinquième circonscription de l'Oise.

### Intercommunalité
Courtieux est membre de la communauté de communes des Lisières de l'Oise, un établissement public de coopération intercommunale (EPCI) à fiscalité propre créé en 2000 et auquel la commune a transféré un certain nombre de ses compétences, dans les conditions déterminées par le code général des collectivités territoriales.

### Liste des maires
| Période                                  | Période          | Identité                          | Étiquette | Qualité |
| ---------------------------------------- | ---------------- | --------------------------------- | --------- | --- |
| Les données manquantes sont à compléter. |                  |                                   |           | |
| avant 1846                               |                  | Stanislas Despierres Né en 1814   |           | |
| 1865                                     | 1874             | Jean-Louis Barbier                |           | |
| 1874                                     | 1881             | Louis Clovis Stanislas Despierres |           | |
| octobre 1919                             | juin 1920        | Louis Clovis Émile Despierres     |           | |
| 1925                                     | 1935             | Louis Clovis Émile Despierres     |           | |
| Les données manquantes sont à compléter. |                  |                                   |           | |
| mars 1977                                | 11 février 2022, | Lucien Degauchy,                  | UMP → LR  | Horticulteur retraité Député de l'Oise (5e circ.) (1993 → 2017) Conseiller général d'Attichy (1983 → 2015) Président de la CC des Lisières de l'Oise (1995 → 2014) Décédé en cours de mandat |

## Équipements et services publics

### Enseignement
Les enfants de la commune sont scolarisés au sein d'un regroupement pédagogique concentré (RPC) construit en 2019 entre Aigneville et Hocquélus, rue des Chasse-Marée, et qui regroupe les communes d'Aigneville, d'Hocquélus et de Courtieux, ainsi qu'un hameau de Maisnières.

## Population et société

### Démographie

#### Évolution démographique
L'évolution du nombre d'habitants est connue à travers les recensements de la population effectués dans la commune depuis 1793. Pour les communes de moins de 10 000 habitants, une enquête de recensement portant sur toute la population est réalisée tous les cinq ans, les populations de référence des années intermédiaires étant quant à elles estimées par interpolation ou extrapolation. Pour la commune, le premier recensement exhaustif entrant dans le cadre du nouveau dispositif a été réalisé en 2008.

En 2022, la commune comptait 174 habitants, en évolution de −2,79 % par rapport à 2016 (Oise : +0,87 %, France hors Mayotte : +2,11 %).
| 1793 | 1800 | 1806 | 1821 | 1836 | 1841 | 1846 | 1851 | 1856 |
| ---- | ---- | ---- | ---- | ---- | ---- | ---- | ---- | ---- |
| 132  | 106  | 148  | 134  | 151  | 152  | 139  | 132  | 134  |

| 1861 | 1866 | 1872 | 1876 | 1881 | 1886 | 1891 | 1896 | 1901 |
| ---- | ---- | ---- | ---- | ---- | ---- | ---- | ---- | ---- |
| 127  | 127  | 129  | 137  | 138  | 138  | 123  | 126  | 148  |

| 1906 | 1911 | 1921 | 1926 | 1931 | 1936 | 1946 | 1954 | 1962 |
| ---- | ---- | ---- | ---- | ---- | ---- | ---- | ---- | ---- |
| 143  | 131  | 132  | 105  | 128  | 110  | 108  | 120  | 130  |

| 1968 | 1975 | 1982 | 1990 | 1999 | 2006 | 2008 | 2013 | 2018 |
| ---- | ---- | ---- | ---- | ---- | ---- | ---- | ---- | ---- |
| 125  | 137  | 150  | 183  | 172  | 181  | 184  | 179  | 182  |

| 2022 | - | - | - | - | - | - | - | - |
| ---- | - | - | - | - | - | - | - | - |
| 174  | - | - | - | - | - | - | - | - |

#### Pyramide des âges
La population de la commune est relativement jeune.
En 2018, le taux de personnes d'un âge inférieur à 30 ans s'élève à 33,5 %, soit en dessous de la moyenne départementale (37,3 %). À l'inverse, le taux de personnes d'âge supérieur à 60 ans est de 27,4 % la même année, alors qu'il est de 22,8 % au niveau départemental.
En 2018, la commune comptait 94 hommes pour 88 femmes, soit un taux de 51,65 % d'hommes, largement supérieur au taux départemental (48,89 %).
Les pyramides des âges de la commune et du département s'établissent comme suit.
| Hommes | Classe d’âge | Femmes |
| ------ | ------------ | ------ |
| 0,0    | 90 ou +      | 1,1    |
| 4,3    | 75-89 ans    | 4,5    |
| 22,3   | 60-74 ans    | 22,7   |
| 19,1   | 45-59 ans    | 21,6   |
| 20,2   | 30-44 ans    | 17,0   |
| 13,8   | 15-29 ans    | 15,9   |
| 20,2   | 0-14 ans     | 17,0   |

| Hommes | Classe d’âge | Femmes |
| ------ | ------------ | ------ |
| 0,5    | 90 ou +      | 1,4    |
| 5,5    | 75-89 ans    | 7,6    |
| 15,6   | 60-74 ans    | 16,3   |
| 20,8   | 45-59 ans    | 20     |
| 19,4   | 30-44 ans    | 19,4   |
| 17,6   | 15-29 ans    | 16,2   |
| 20,6   | 0-14 ans     | 19,1   |

## Culture locale et patrimoine

### Lieux et monuments

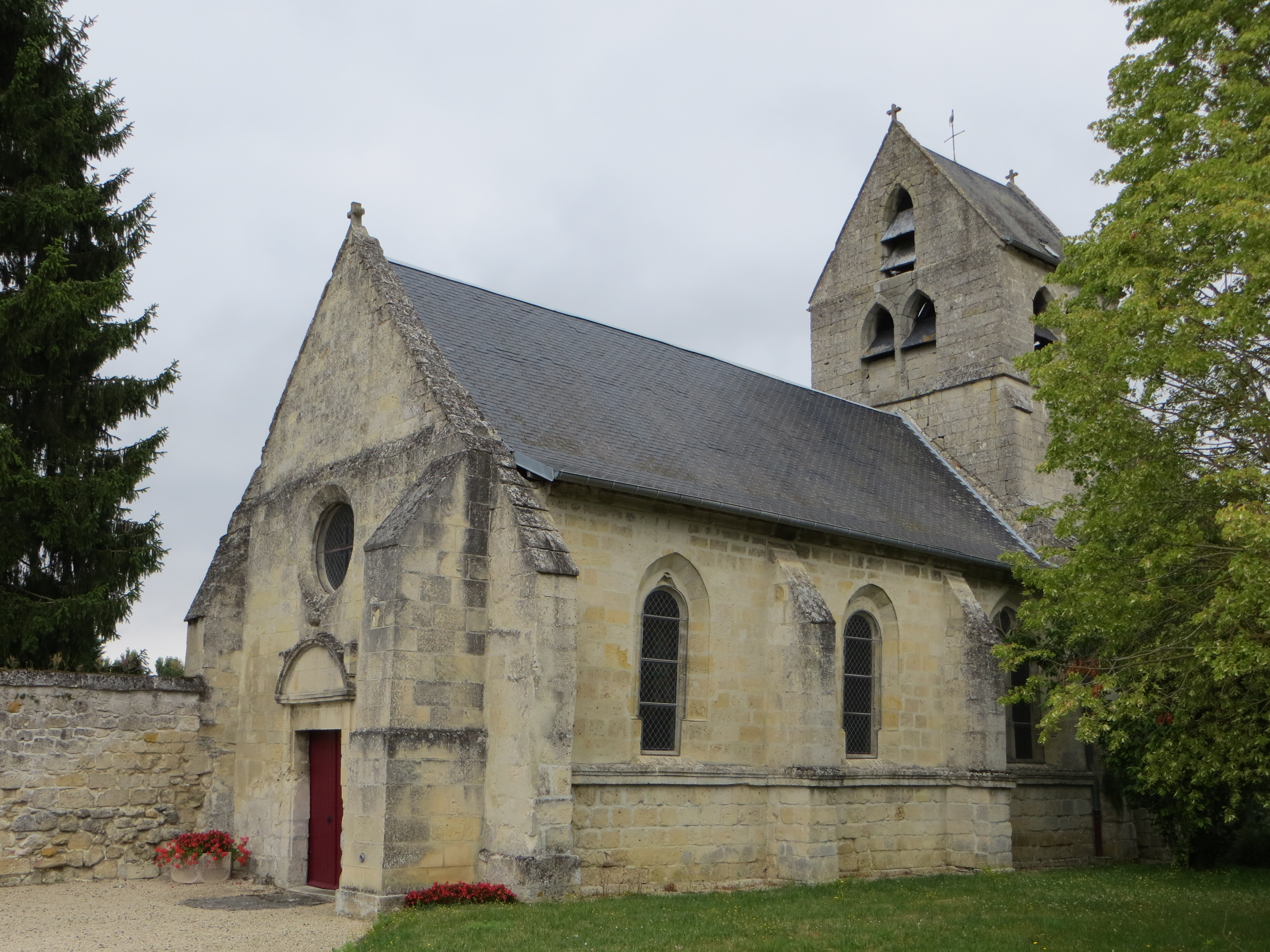
Église Notre-Dame - Cloche de l'église sonnant à midi: Fichier:Courtieux - Église Notre-Dame - 12h.ogg

- Église Notre-Dame, constituée de la nef et d'un chœur de deux travées à chevet plat et clocher sur la première travée.
Les parties les plus anciennes de l'édifice datent des environs de 1100 (mur nord de la nef, percé de deux fenêtres en plein cintre, ainsi que les arcatures aveugles à la base de la nef et du clocher). Le chœur est refait au troisième quart du XIIe siècle. L'église est remaniée et réparée à plusieurs reprises, aux XIIIe ou au XIVe siècle puis après la Guerre de Cent Ans et au XVIIe siècle.
Le retable de l'autel est de style rococo, et les boiseries du chœur sont datées de 1780[37].

- Monument aux morts[38].

.